# Rosita (protista)
Rosita es un género de foraminífero planctónico considerado un sinónimo posterior de Contusotruncana de la subfamilia Globotruncaninae, de la familia Globotruncanidae, de la superfamilia Globotruncanoidea, del suborden Globigerinina y del orden Globigerinida. Su especie-tipo era Globotruncana fornicata. Su rango cronoestratigráfico abarca desde el Santoniense hasta el Maastrichtiense (Cretácico superior).

## Descripción
Su descripción coincide con la del género Contusotruncana, ya que Rosita ha sido considerado un sinónimo subjetivo posterior.

## Discusión
Clasificaciones posteriores incluirían Rosita en la Superfamilia Globigerinoidea. El nombre genérico Rosita fue comúnmente utilizado tras su definición, ya que muchos autores ignoraron la definición del género Contusotruncana dos años antes con el mismo sentido taxonómico. La única diferencia entre ambos géneros es su especie tipo (Contusotruncana fornicata para Rosita y Contusotruncana contusa para Contusotruncana), así como las diferencias existentes entre ambas especies. La mayor diferencia entre estas dos especies es la convexidad del lado espiral: Contusotruncana fornicata presenta un lado espiral poco convexo (concha de forma biconvexa) y Contusotruncana contusa muy convexo (concha de forma espiroconvexa cónica). Rosita podría ser todavía útil para agrupar las formas más primitivas de este linaje.

## Clasificación
Rosita incluía a las siguientes especies:
- Rosita caliciformis †
- Rosita contusa †, aceptado como Contusotruncana contusa
- Rosita fornicata †, aceptado como Contusotruncana fornicata
- Rosita leupoldi †
- Rosita patelliformis †, aceptado como Contusotruncana patelliformis
- Rosita plicata †, aceptado como Contusotruncana plicata
- Rosita plummerae †, aceptado como Contusotruncana plummerae
- Rosita walfischensis †, aceptado como Contusotruncana walfischensis